# Sacharow-Goldmedaille
Die Sacharow-Goldmedaille (russisch Золотая медаль имени А.Д. Сахарова) wurde nach dem russischen Physiker Andrei Dmitrijewitsch Sacharow benannt. Seit 1996 wird sie fünfjährlich von der Russischen Akademie der Wissenschaften an einen russischen oder ausländischen Wissenschaftler für herausragende Leistungen in der Kernphysik, Elementarteilchenphysik oder Kosmologie verliehen.

## Preisträger
- 1996 Jefim Samoilowitsch Fradkin
- 2001 Wladimir Sergejewitsch Imschennik
- 2006 Radi Iwanowitsch Ilkajew
- 2011 Michail Jewgenjewitsch Schaposchnikow
- 2016 Alexei Alexandrowitsch Starobinski
- 2021 Wjatscheslaw Fjodorowitsch Muchanow